# Nakhon Ratchasima Football Club
Maillots
Actualités
Le Nakhon Ratchasima Football Club (en thaï : สโมสรฟุตบอลจังหวัดนครราชสีมา), plus couramment abrégé en Nakhon Ratchasima FC, est un club thaïlandais de football fondé en 1999 et basé dans la ville de Nakhon Ratchasima.

## Histoire
Fondé en 1999, le Nakhon Ratchasima Football Club évolue en Ligue Provinciale de 1999 à 2006. En 2007, la Ligue Provinciale fusionne avec les championnats de la Fédération de Thaïlande de football, le club intègre la Thai Division 1. À la fin de la saison le club est relégué en Thai Division 2. 
Le club reste quatre saisons en troisième division. En 2012, le club est promu en Thai Division 1, et puis lors de la saison 2014, le Nakhon Ratchasima remporte le championnat de deuxième division.
Sa première saison parmi l'élite est assez bonne puisque le club termine à la huitième place du classement. Lors de sa première saison, le club a une affluence moyenne de 17 677 spectateurs par rencontre.

## Palmarès
| Compétitions nationales                                           |
| ----------------------------------------------------------------- |
| - Championnat de Thaïlande D2 (1) : - Champion : 2014, 2023-2024. |

## Personnalités du club

### Présidents du club
- Tewan Liptapallop

### Entraîneurs du club
| Rang | Nom                | Période   |
| ---- | ------------------ | --------- |
| 1    | Man Chantanam      | 2007-2009 |
| 2    | Wichan Chaonsri    | 2009-2010 |
| 3    | Tewesh Kamolsin    | 2010-2011 |
| 4    | Arjhan Songngamsub | 2012-2013 |
| 5    | Ruither Moraira    | 2013      |
| 6    | Sugao Kambe        | 2013-2016 |

| Rang | Nom                   | Période   |
| ---- | --------------------- | --------- |
| 7    | Miloš Joksić          | 2016-2019 |
| 8    | Chalermwoot Sa-ngapol | 2019      |
| 9    | Teerasak Po-on        | 2019-2022 |
| 10   | Kevin Blackwell       | 2022-2023 |
| 11   | Teerasak Po-on        | 2023-2025 |
| 12   | Issara Sritaro        | 2025-     |

## Infrastructures

### Stades
Le stade de l'armée accueille les matchs du club de 1999 à 2006. Lors de la saison 2007, le club évolue au stade municipal de Pak Chong, puis en 2008, le club évolue au stade municipal de Nakhon Ratchasima.
Depuis la saison 2009, le club évolue dans le stade du 80e anniversaire du Roi de Thaïlande d'une capacité de 24 641 spectateurs situé à Nakhon Ratchasima. Le 11 juillet 2015, il attire une foule record de 34 659 spectateurs lors d'une journée du championnat contre le Buriram United. Un record pour le club.

## Image et identité

### Logos

Entre 2007 et 2016
Depuis 2017